# La Merca
La Merca (A Merca oficialmente y en gallego) es un municipio español de la provincia de Orense, perteneciente a la comunidad autónoma de Galicia. El término municipal, ubicado en la Comarca de Tierra de Celanova, cuenta con una población de 1916 habitantes (INE 2024).

## Heráldica municipal
El escudo de La Merca contiene cinco círculos de color amarillo que representan los cinco castros que hay en el municipio, una cruz entre los dos círculos de la parte de abajo que representan la iglesia de San Pedro de la Mezquita que es Monumento Nacional desde 1931 y dos ondas que aparecen en el centro del escudo que representan el río Arnoya que pasa por este municipio. 

## Geografía
El ayuntamiento de La Merca se encuentra situado a una altitud que oscila entre los 400 y 500 metros sobre el nivel del mar. El territorio está dividido en dos por una pequeña sierra, que corresponde a la prolongación de la colina conocida como la Buena Madre, la cual actúa como divisoria de las cuencas hidrográficas de los ríos Miño y Arnoya. El pico más alto del municipio es el Monte de Castrelos, con 645 metros de altitud, seguido por el cerro Fontefría (561 m) y el Alto de Rodela (510 m). En el noroeste del término municipal destacan otras elevaciones importantes, como el Vaqueiriza (522 m), Labradas (602 m), Castro Pereira (530 m), el Pozo (540 m) y El Picón (550 m). El punto de altitud máxima se encuentra en la frontera con el municipio de Allariz, en las montañas de Barracel, que alcanzan los 856 metros. Desde el punto de vista geológico, la zona norte del municipio presenta formaciones de origen Precámbrico y Paleozoico, evidenciando una antigüedad y complejidad geológica significativa.

## Ubicación y entorno
Situado en el sur de la provincia de Orense, el municipio de La Merca se extiende sobre un terreno de relieve suave, atravesado por el río Arnoya, lo que contribuye a un paisaje de gran valor tanto natural como agrícola. Su posición estratégica permite el acceso a numerosos puntos de interés cultural, natural y de ocio en la comarca de Terra de Celanova y sus alrededores. En cuanto a su proximidad con otros núcleos relevantes, La Merca se encuentra aproximadamente a 9 km de Allariz y Celanova, a unos 13 km de la capital provincial, Orense, y a cerca de 15 km de Castrelo de Miño, conocido por su embalse. Además, está situada a unos 30 km de la reconocida zona vitivinícola del Ribeiro, con localidades emblemáticas como Ribadavia. También dista alrededor de 35 km de las Termas de Bande y del yacimiento romano de Aquis Querquennis, así como a unos 45 km de la Ribeira Sacra. Por otro lado, La Merca está relativamente próxima al Parque natural de Baja Limia y Sierra de Jurés y se encuentra a unos 60 km por carretera de la frontera con Portugal, facilitando así el acceso al Parque nacional de Peneda-Gerez, un espacio natural protegido de gran importancia transfronteriza.

## Historia
Hacia mediados del siglo XIX, el municipio tenía contabilizada una población de 2870 habitantes. Aparece descrito en el undécimo volumen del Diccionario geográfico-estadístico-histórico de España y sus posesiones de Ultramar de Pascual Madoz con las siguientes palabras:

MERCA (la): ayunt. en la prov. y dióc. de Orense (2 leg.,) part. jud. de Celanova (1 1/2), aud. terr. y c. g. de la Coruña (25): sit. al S. de la cap. de prov., en ambos lados del r. Arnoya, con libre ventilacion, y clima bastante sano. Comprende las felig. de Corbillon, Sta. Maria; Entrambos rios, Santa Marina; Faramontaos, San Ginés; Forjas, San Juan; Merca ó Villa de Payo Muñiz, Sta. Maria; Mezquita, San Pedro; Olás, Sta. Maria; Parderubias, Sta. Eulalia; Pereira de Montes, Sta. Maria; Proente, San Andres; y Zarraios, San Andrés. La municipalidad reside en el l. de Merca felig. del mismo nombre ó Villar de Payo Muñiz. Confina el térm. municipal por N. con el ayunt. de Viñas; al E. con el de Taboadela; por S. con el de Bola, y al O. con el de Cartelle. El terreno en lo general es montuoso y quebrado, pero bastante feraz; le riegan distintos arroyos, cuyas aguas sobrantes y las que bajan de las alturas inmediatas, van á parar á el r. Arnoya que cruza de E. á O. por el centro del dist. Los caminos son vecinales y en mal estado, atravesando tambien por el térm. 2 veredas, la una que conduce de Orense á Portugal, y la otra de Ribadavia á Castilla. prod.: cereales, patatas, castañas, legumbres, pocas frutas, vino, lino, leña y pastos: hay ganado de varias clases, siendo preferido el vacuno; caza y pesca de distinta especie. ind. y comercio: la agricultura, molinos harineros y muchos telares de lienzo ordinario, pues apenas hay casa donde no existe uno ó dos de esta clase: las principales operaciones comerciales consisten en la compra y venta de ganados en la feria que mensualmente se celebra en la cap. del ayunt. pobl.: 574 vec., 2,870 almas. contr.: 39,260 rs.
(Madoz, 1848, p. 383)

## Geografía humana

### Demografía
Cuenta con una población de 1916 habitantes (INE 2024).
| Gráfica de evolución demográfica de A Merca entre 1842 y 2024 |
| |
| Población de derecho según los censos de población del INE Población de hecho según los censos de población del INEEn estos censos se denominaba Merca: 1842, 1857 y 1860 En estos censos se denominaba La Merca: 1877, 1887, 1897, 1900, 1910, 1920, 1930, 1940, 1950, 1960, 1970 y 1981 |

### Organización territorial
El municipio está formado por setenta y dos entidades de población distribuidas en doce parroquias:
- Corvillón (Santa María)
- Entrambosríos (Santa Mariña)
- Faramontaos (San Ginés)[10]
- La Manchica[2] (Nuestra Señora de Lourdes)[11]
- La Merca[2] (Santa María)[3]
- La Mezquita (San Pedro)[2][12]
- Olas de Villariño[2] (Santa María)[13]
- Parderrubias (Santa Eulalia)[14]
- Pereira[2] (Santa María)[15]
- Proente (San Andrés)[16][9]
- San Victorio de La Mezquita[2][12]
- Zarracós (San Andrés)[17][9]

## Patrimonio histórico y arquitectónico
El municipio de La Merca cuenta con un conjunto patrimonial de gran interés histórico y cultural. Destaca especialmente la Iglesia de San Pedro da Mezquita, declarada Monumento Nacional en 1931 por su valor histórico-artístico. En la parroquia de A Mezquita se conservan también los restos de una antigua torre vinculada a la casa de Braganza, de la cual solo se mantiene la parte inferior tras sufrir diversas alteraciones y daños a lo largo del tiempo. En cuanto a la arquitectura civil, La Merca conserva varias casas señoriales y pazos, entre los que sobresalen la Casa de la familia en Salpurido y el Pazo de Santa María de las Ondas en Vilariño, este último reconocido por su característico balcón volado.

## Patrimonio etnográfico
Reflejo de su tradición agrícola, el municipio posee uno de los conjuntos más significativos de canastros u hórreos de Galicia y España. Actualmente, en el Campo da Feira de A Merca se encuentran 34 hórreos de madera y piedra, que forman la mayor concentración de este tipo de construcciones tradicionales en España y la segunda más grande de Europa, después del conjunto de Lindoso en Portugal. Estos hórreos fueron trasladados y agrupados en este enclave en la década de 1970 para su conservación y puesta en valor, constituyendo un importante atractivo cultural y turístico.

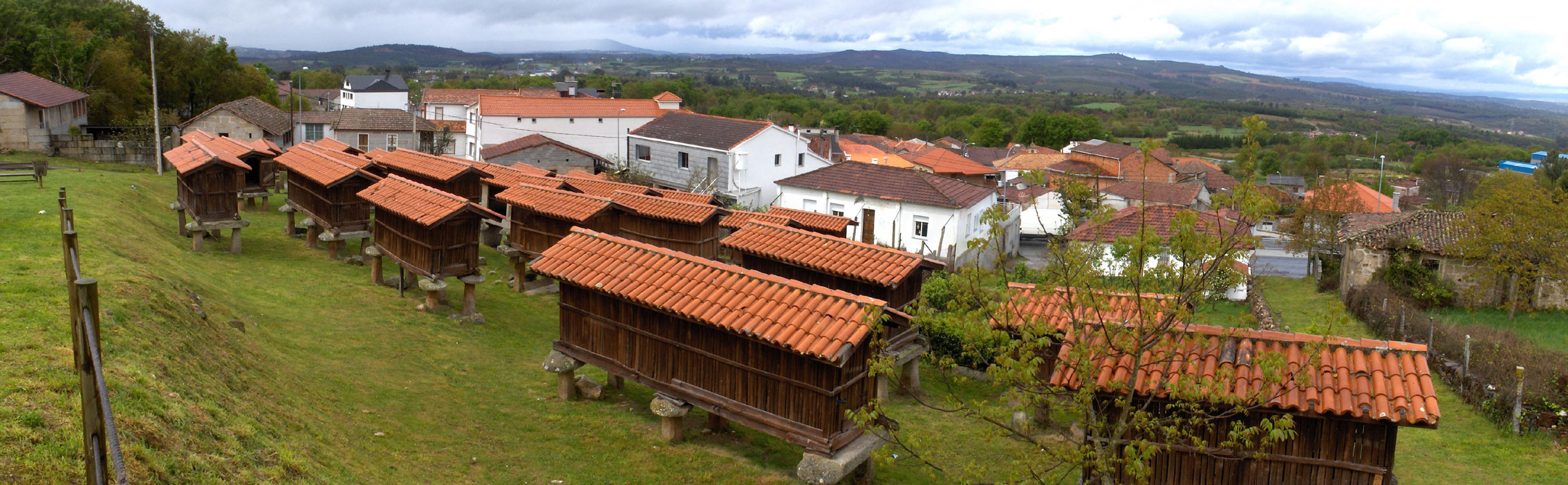
La mayor concentración de hórreos de toda España y de las más grandes de Europa.

## Cultura y tradiciones
En el ámbito de las tradiciones, el carnaval de La Merca es especialmente relevante, con la participación de figuras emblemáticas como los "Mecos de Forxás" y los "Galos da Mezquita".  Tras un periodo de interrupción, esta manifestación cultural fue recuperada por la comunidad local y hoy forma parte destacada de las celebraciones carnavalescas de la provincia, incluso participando en el desfile de la capital, Orense.